# Wirkerei

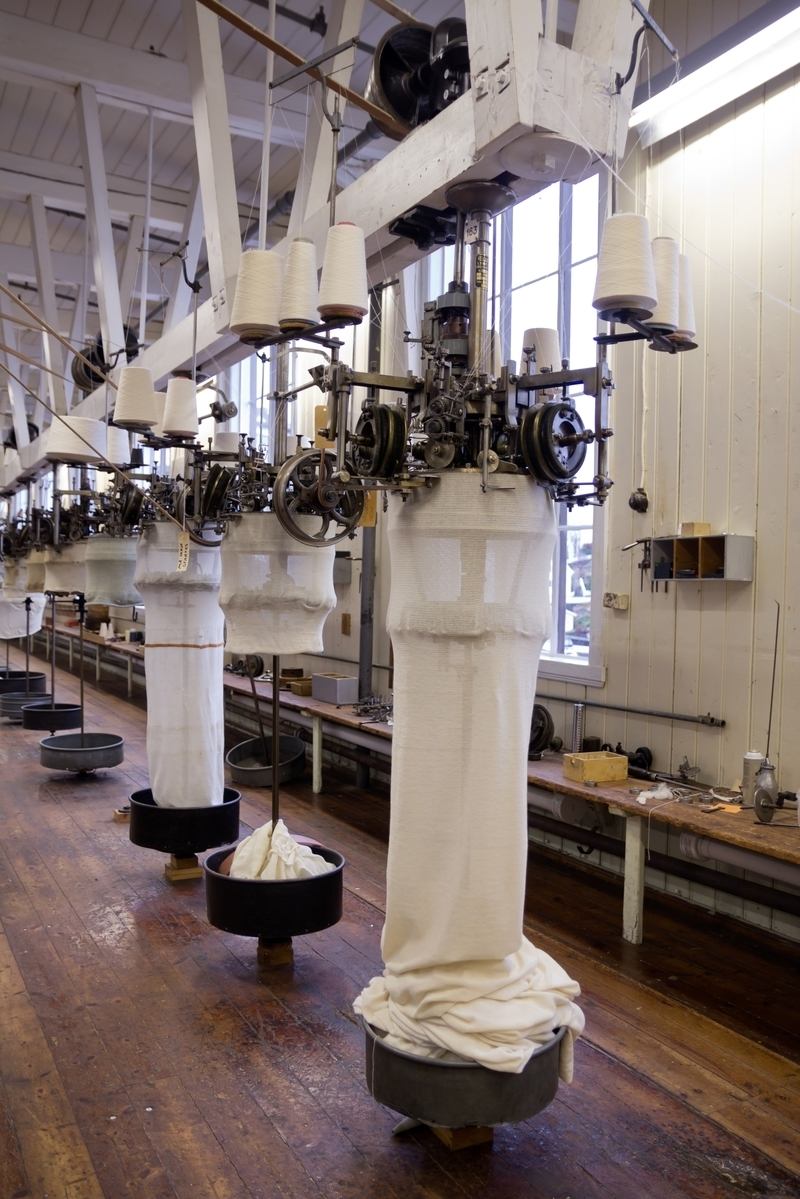
Wirkerei

Mit Wirkerei wird sowohl die Herstellung von Gewirken mit Hilfe eines Wirkstuhls oder einer Wirkmaschine bezeichnet als auch ein Betrieb, in dem Wirkwaren produziert werden. 
Die Produkte der Trikot- und Strumpfwirkerei sind unter anderem folgende Maschenwaren:
- Trikot
- Jersey
- Fleece
- Doppelripp und Feinripp
- Plüsch
- Stretch
- feine Strümpfe.